# ЮТэйр-Экспресс
ЮТэ́йр-Экспре́сс (юридическое название ООО «ЮТэйр-Экспресс») — бывшая российская региональная авиакомпания, осуществлявшая внутренние пассажирские и грузовые перевозки. Является дочерней компанией ОАО «ЮТэйр», базировавшейся в аэропорту Сыктывкара. Является также оператором аэропорта Варандей в Ненецком автономном округе.
В рамках реструктуризации ЮТэйр в начале 2015 года авиакомпания прекратила полётную деятельность и другие авиационные работы. В июне этого же года сертификат эксплуатанта авиакомпании по запросу самой ЮТэйр-Экспресс аннулирован. Однако, несмотря на прекращение полётов, авиакомпания продолжает свою деятельность в виде управления аэропортом Варандей.

## История
Авиакомпания была создана в декабре 2006 году путём реорганизации авиакомпании Комиинтеравиа, которая до этого была полностью выкуплена авиакомпанией ЮТэйр.
По итогам 2013 года авиакомпания «ЮТэйр-Экспресс» стала лучшим региональным авиаперевозчиком, получив премию «Крылья России» третий раз в данной категории. В этом же году авиакомпания стала получать от ЮТэйр самолёты ATR 72-500.
В 2014 году в рамках реструктуризации ЮТэйр весь парк принадлежавших ранее ЮТэйр-Экспресс Ту-134, Ан-24 и Ан-26 был передан в Катэкавиа. В марте 2015 года все ATR 72-500 возвращены обратно в ЮТэйр. В июне сертификат эксплуатанта ЮТэйр-Экспресс приостановлен. По словам руководства компании в случае перепрофилирования ЮТэйр-Экспресс может сохранить бизнес, но заниматься уже другим авиационным сервисом. Так после аннулирования сертификата ЮТэйр-Экспресс продолжает управлять аэропортом Варендей.

## Маршрутная сеть
Основной деятельностью авиакомпании являлось выполнение регулярных внутренних рейсов по России из аэропортов Сургута, Тюмени и московского аэропорта Внуково.
Чартерная программа авиакомпании состояла из перевозки вахтовых бригад на самолётах Ан-24 и Ту-134 из Уфы и других городов Приволжского федерального округа в отдаленные районы Крайнего Севера.

## Флот

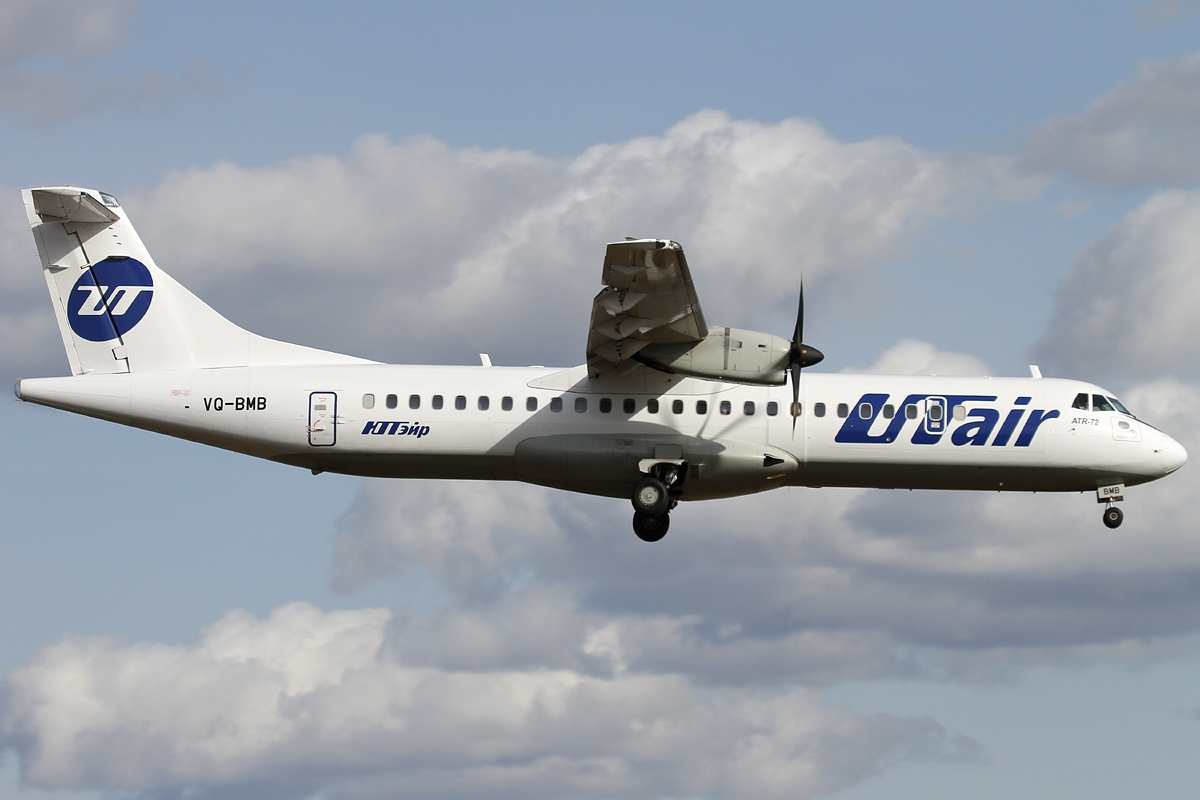
ATR 72-500 ЮТэйр-Экспресс в аэропорту Внуково

По состоянию на начало 2015 года флот авиакомпании состоял из следующих самолётов:
До 2014 года авиакомпания также использовала самолеты Ту-134 и Ан-24. Также в 2014 году ожидалось поступление самолётов Sukhoi Superjet 100, однако заказ был отменён  